# Witkopvleermuisvlinder
De witkopvleermuisvlinder (Atrophaneura priapus) is een vlinder uit de familie van de pages (Papilionidae). De wetenschappelijke naam van de soort is voor het eerst geldig gepubliceerd in 1836 door Jean Baptiste Boisduval.

## Kenmerken
Deze bruine vlindersoort heeft gele vlekken, waarvan die van het vrouwtje fletser zijn dan die van het mannetje. Ze hebben een witte kop. De soort heeft een brede, gele band met donkere vlekken op de achterste vleugels. De vrouwtjes zijn donkerbruin. De aderen zijn omzoomd door wit. De spanwijdte is ongeveer 11 tot 14 cm.

## Verspreiding en leefgebied
Deze vlinder is endemisch op het Indonesische eiland Java van zeeniveau tot op 2000 meter hoogte.